# Flims
Flims (Reto-Romaans: Flem; Italiaans (verouderd): Flemo) is een gemeente en plaats in het Zwitserse kanton Graubünden, en maakt deel uit van het district Imboden.
Flims telt op 31-12-2020 2889 inwoners. In de winter maakt Flims onderdeel uit van het skigebied Laax, samen met de dorpen Laax en Falera. In de zomer zijn de belangrijkste toeristische attracties de Caumasee en de Rheinschlucht (Ruinaulta). Dit wordt ook wel de ‘Swiss Grand Canyon’ genoemd. De bergen ten noorden van Flims maken deel uit van het Unesco werelderfgoed de Tectonic Arena Sardona. Daar zijn oudere steenlagen over de jongere steenlagen geschoven. Het hoogste punt in de gemeente Flims is met 3098 meter de Piz Segnas.
Flims is via de A13 vanuit Chur en Kantonstrasse 13 (afslag Reichenau op de A13) per auto te bereiken. Flims is aangesloten op het bussysteem van Postauto. Toerisme is een belangrijke inkomstenbron. De gemeente telt bijna anderhalf keer zoveel vakantiewoningen (tweede huizen) als ‘normale’ woningen (eerste huizen).

## Geboren in Flims
- David Jacob van Lennep (1896-1982), psycholoog en hoogleraar psychotechniek
- Daniel Schmid (1941), film- en operaregisseur
- Rainer Küschall (1947), paralympische tafeltenniser, atleet, autocoureur en ontwerper
- Sina Candrian (1988), snowboardster